# Edmond-Louis Dosse
Edmond-Louis Dosse, francoski general, * 1874, † 1949.